# 沃爾夫維爾

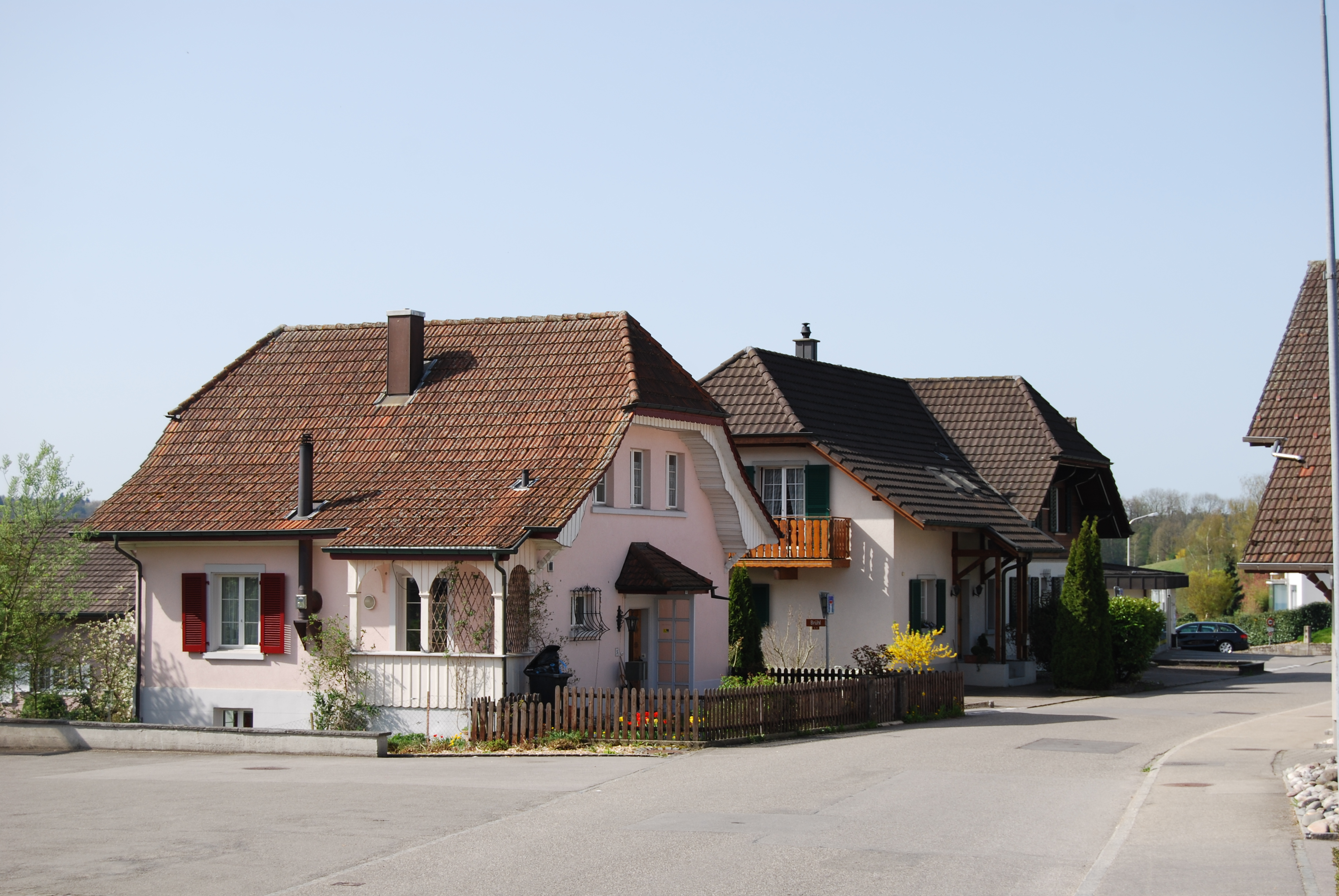

沃爾夫維爾是瑞士的城鎮，位於該國北部，由索洛圖恩州負責管轄，面積6.88平方公里，海拔高度427米，2012年人口2,038，七成人口信奉羅馬天主教，人口密度每平方公里296人。

## 歷史
沃爾夫維爾以Wolfwiler的名字第一次出現于1266年。

## 地理
截至2009年，沃爾夫維爾面積為6.88平方公里，其中農業用地佔54.2%（3.72平方公里），森林佔28.3%（1.95平方公里），居民區佔13.4%（0.92平方公里），河流和湖泊佔3.9%（0.27平方公里），0.1%為非生產性土地。
在建築面積中，工業建築佔總面積的1.5％，而房屋和建築物佔7.4％，交通基礎設施佔3.3％。在林地中，茂林佔27.0%，有1.3％被果園或小樹叢覆蓋。在農業用地中，44.8％用於種植農作物，8.7％是牧場。所有市政用水均爲自來水。

## 外部連結
- Official website （页面存档备份，存于） （德文）